# Krzysztof Pastor
Krzysztof Pastor (Gdańsk, 17 december 1956) is een Poolse danser, choreograaf en balletregisseur. Van 2003 - 2017 was hij huischoreograaf bij Het Nationale Ballet in Amsterdam, van 2011 tot 2020 was hij artistiek leider van het ballet van het Litouws Nationaal Opera- en Ballettheater in Vilnius en vanaf 2009 is hij directeur van het Pools Nationaal Ballet van het Teatr Wielki (Poolse Nationale Opera) in Warschau.

## Carrière

### Polen
Pastor werd geboren in Gdańsk als zoon van Jan en Leokadia Pastor. Van 1966 - 1975 volgde hij een balletopleiding aan de Staatsballetschool in Gdańsk. Na deze opleiding trad hij toe tot het Poolse Danstheater in Poznańonder leiding van de Poolse choreograaf Conrad Drzewiecki, waar hij in 1977 solist werd en vele rollen in het repertoire van het gezelschap vertolkte. Tussen 1979 en 1982 was hij eerste solist van het ballet van het Grand Theatre in Łódź, met op zijn repertoire de rollen van Albrecht in Giselle, de Prins in The Nutcracker, Armena in Boris Eifmans Gayane en Wenceslas in De fontein van Bakhchisarai.
Nadat generaal Wojciech Jaruzelski op 13 december 1981 in Polen de macht greep en de staat van beleg afkondigde emigreerde Pastor in februari 1982 naar het Westen.

### Buitenland

#### Danser
In 1983 werd Pastor solist bij het Ballet de l'Opéra de Lyon, waar hij danste in balletten gemaakt door Gray Veredon, Kurt Jooss, Antony Tudor, Hans van Manen, Maguy Marin, Nils Christe en Nacho Duato. Van 1985 tot 1995 werkte hij onder leiding van Rudi van Dantzig bij Het Nationale Ballet in Amsterdam. Hij danste veel rollen in Dantzigs balletten (zoals Mercutio in Romeo en Julia en Von Rothbart in Het Zwanenmeer), maar ook in balletten van George Balanchine, Bronislava Nijinska, Frederick Ashton, Hans van Manen, Toer van Schayk, Jan Linkens, Carolyn Carlson, Nina Wiener, Ted Brandsen en Ashley Page. Hij danste ook in grote klassieke balletten zoals The Sleeping Beauty en Giselle, geënsceneerd door Peter Wright.

#### Choreograaf

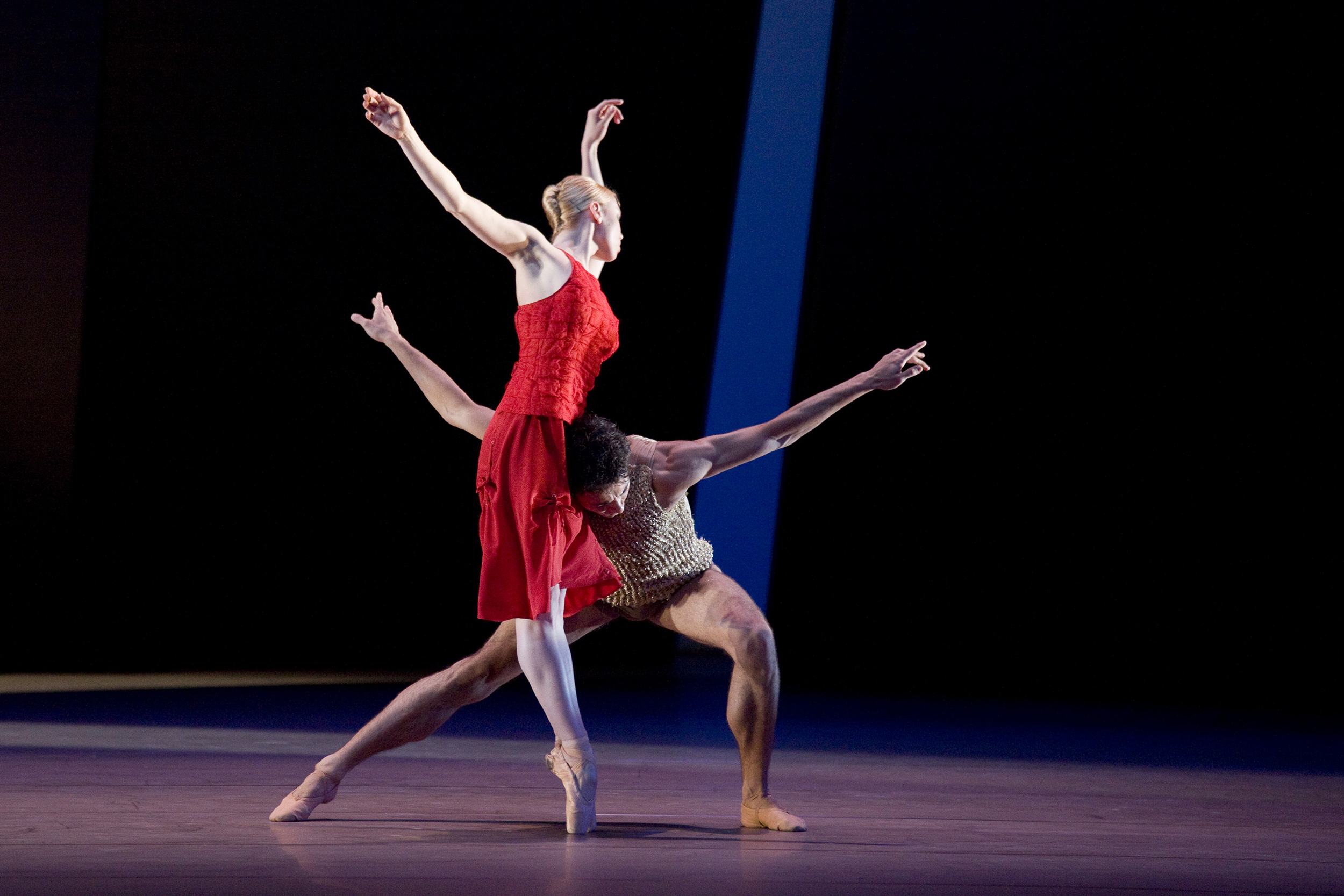
In Light and Shadow, Krzysztof Pastor, Dagmara Dryl & Egor Menshikov van het Pools Nationaal Ballet

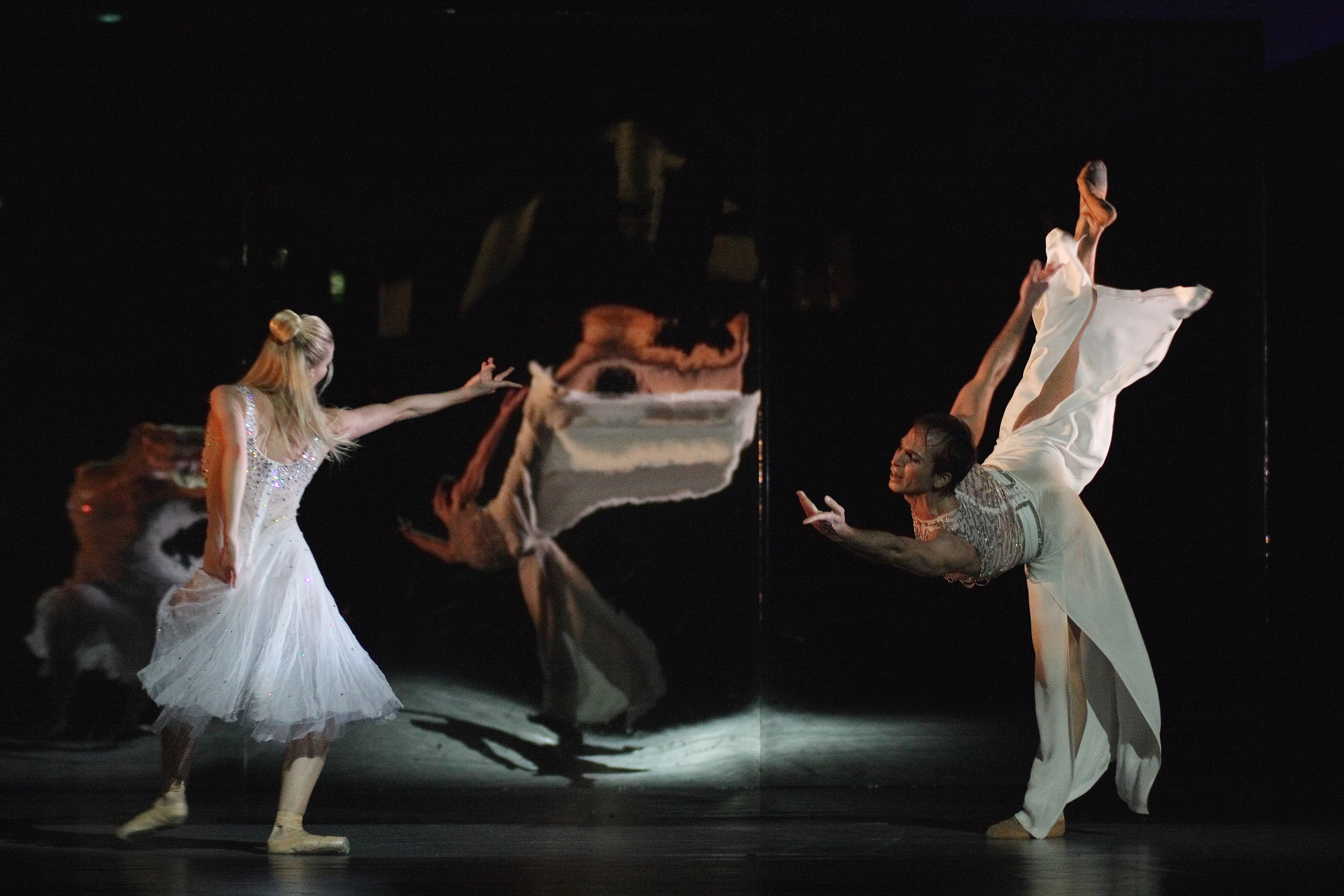
Tristan, Krzysztof Pastor, Izabela Milewska & Jan-Erik Wikström van het Pools Nationaal Ballet

Tijdens zijn verblijf in Amsterdam raakte hij geïnteresseerd in choreografie, en vanaf 1987 maakte hij zijn eerste stukken tijdens choreografieworkshops. Na enkele kleine werken kreeg hij in 1992 het aanbod om zijn eerste grote choreografie te maken voor Het Nationale Ballet. Vervolgens creëerde hij het ballet Shostakovich Chamber Symphony, wat geldt als zijn officiële debuut als choreograaf. In 1994 maakte hij zijn debuut in Warschau op het podium van het Teatr Wielki met een choreografie van Henryk Górecki's Symfonie nr. 3. In 1995 ontving hij tijdens de Internationale Balletcompetitie in Helsinki (Finland) de Gouden Choreografieprijs voor zijn duet Detail IV op muziek van Zoltán Kodály.
Van 1997 tot 1999 was hij huischoreograaf bij The Washington Ballet. Hierna keerde hij terug naar Het Nationale Ballet, maar dit keer als associate choreograaf. In 2000 werden zijn Nederlandse prestaties bekroond met de Choreografieprijs van Stichting Dansersfonds '79. In 2002 ontving zijn avondvullende ballet Kurt Weill drie nominaties voor de internationale Prix Benois de la Danse (Moskou).
Van 2003 - 2017 nam hij de prestigieuze functie van huischoreograaf bij Het Nationale Ballet op zich, een positie die hij deelde met de vooraanstaande choreograaf Hans van Manen. De meeste balletten van Pastor zijn gemaakt in Nederland, maar hij werd ook uitgenodigd door andere balletgezelschappen over de hele wereld, zoals in Australië, België, Tsjechië, Hong Kong, Israël, Litouwen, Letland, Nieuw-Zeeland, Duitsland, Zweden, Turkije, VS, Hongarije, Groot-Brittannië en Italië. Zijn werken werden met succes uitgevoerd tijdens het Holland Festival, het Holland Dance Festival, het Edinburgh International Festival, het Dance Salad Festival in Houston (VS) en het International Ballet Festival Dance Open in St. Petersburg (Rusland).

### Terugkeer naar Polen

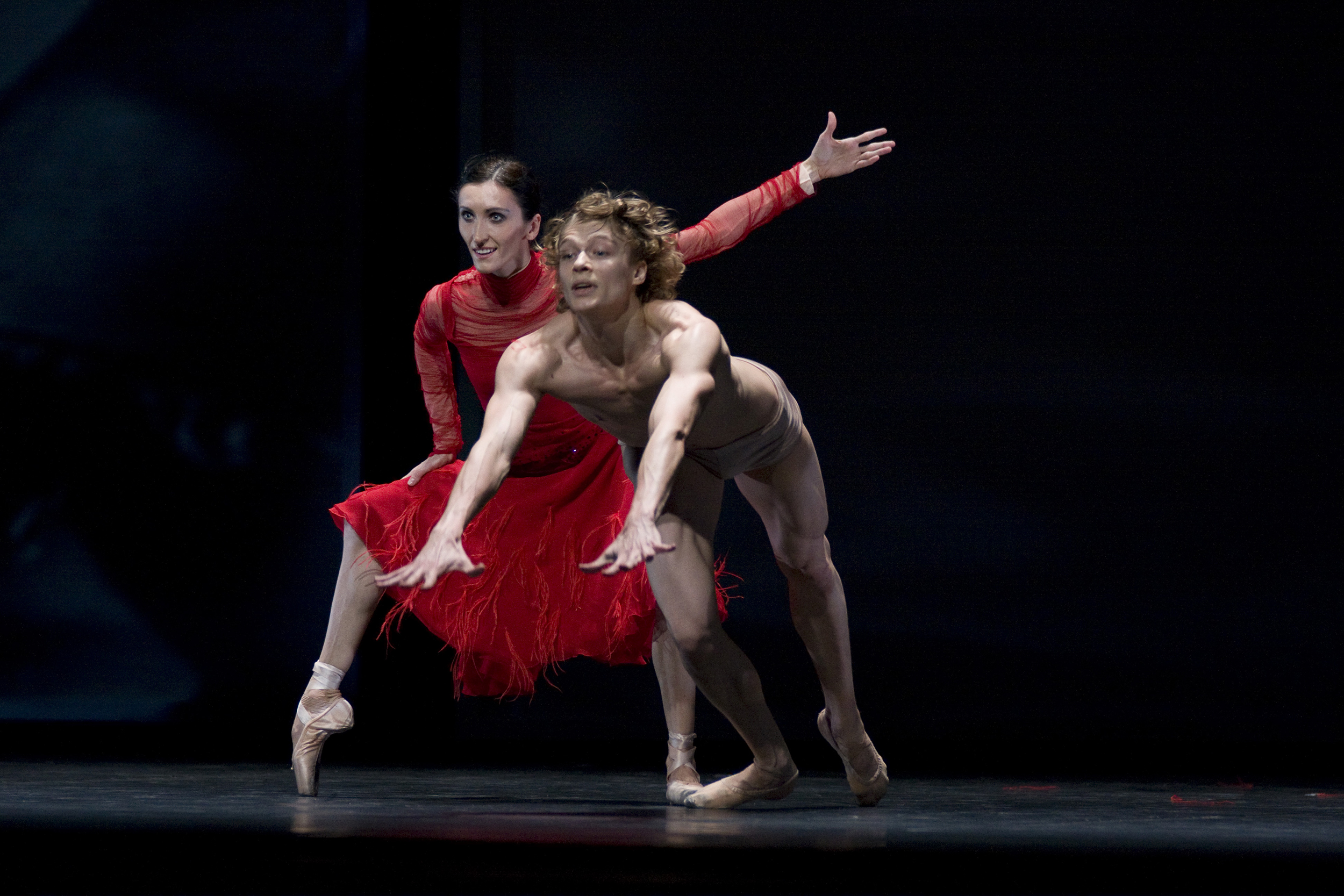
Kurt Weill, Krzysztof Pastor, Dominika Krysztoforska & Sergey Popov van het Pools Nationaal Ballet

In de herfst van 2008 kwam Pastor naar Polen om te praten over de heropvoering van zijn ballet Tristan in het Teatr Wielki in Warschau. Waldemar Dąbrowski – algemeen directeur van Teatr Wielki - bood Pastor aan om de leiding van het ballet in Warschau over te nemen. Omdat hij geïnteresseerd was in dit voorstel besloot Pastor na 26 jaar terug te keren naar Polen. Hij stelde wel als voorwaarde dat voor het ballet, dat tot dan toe verbonden was aan het theater, artistieke onafhankelijkheid en autonome werkomstandigheden gecreëerd zouden worden, analoog aan andere grote balletgezelschappen wereldwijd. Dankzij de inspanningen van Dąbrowski stemde de minister van Cultuur en Nationaal Erfgoed in met wijzigingen in de statuten van het theater. Op 18 maart 2009 nam Pastor de functie van directeur van het ballet van het Teatr Wielki over. In datzelfde jaar werd het Pools Nationaal Ballet gescheiden van het theater, en daarmee gelijkwaardig aan de andere bespeler van het theater, de Poolse Nationale Opera.

## Belangrijkste choreografische werken

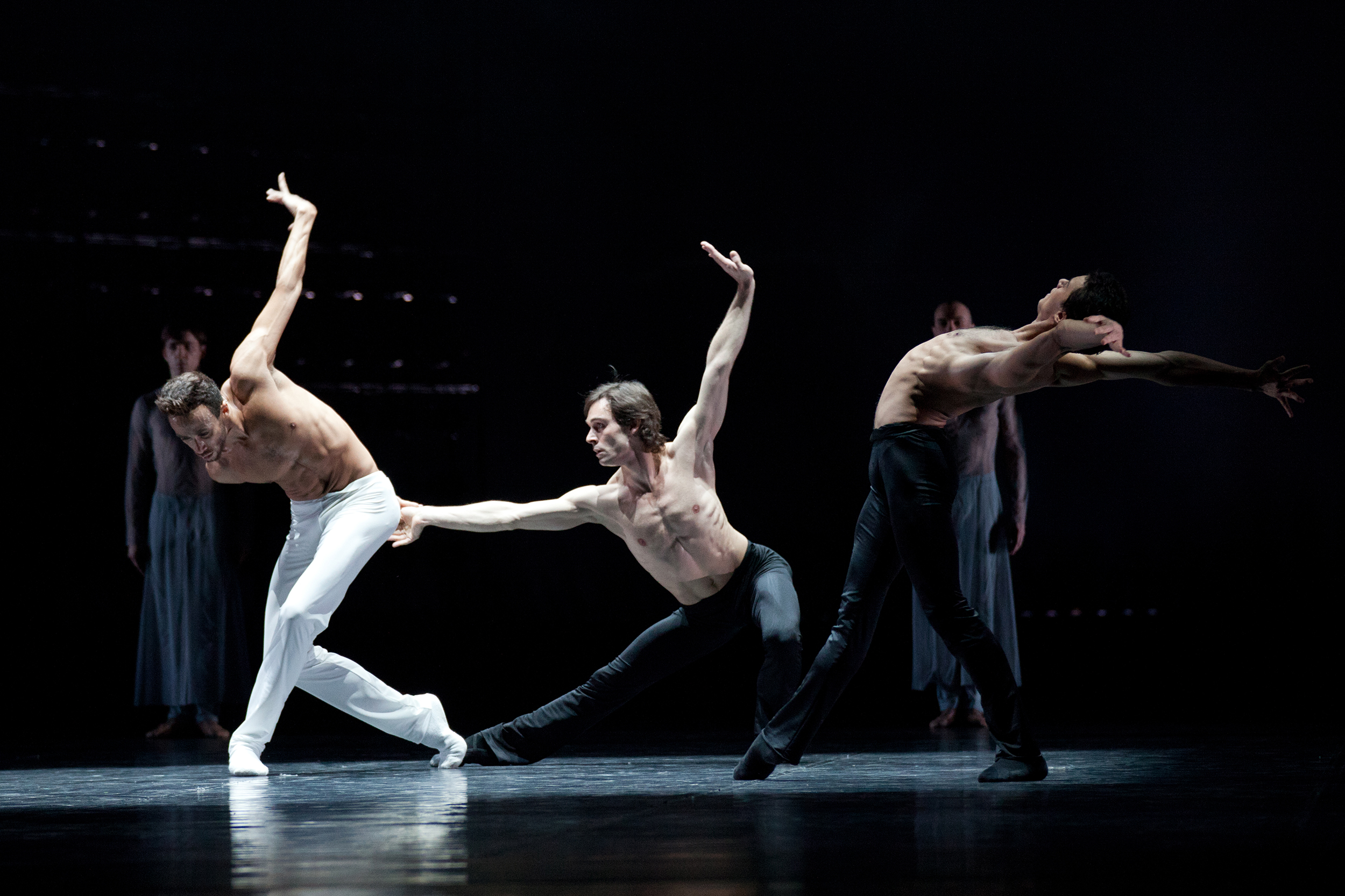
And the Rain Will Pass…, Krzysztof Pastor, Rubi Pronk, Adam Kozal & Egor Menshikov, Pools Nationaal Ballet

De volgende werken zijn geschreven voor de betreffende gezelschappen en in première gegaan in het jaar:
- 1992: Shostakovich Chamber Symphony (Het Nationaal Ballet)
- 1993: Les Biches (The Israel Ballet)
- 1993: Stop It! (Het Nationaal Ballet, ook uitgevoerd door The Washington Ballet, 1998)
- 1994: Symphony No. 3 by Górecki (Ballet van het Teatr Wielki, ook uitgevoerd door Het Nationaal Ballet, 1996)
- 1995: Don’t Look Back… (DonauBallet)
- 1996: Firebird (Royal New Zealand Ballet, ook uitgevoerd door het West Australian Ballet, 1999)
- 1997: Piano Concerto by George Gershwin (The Israel Ballet, ook uitgevoerd door The Washington Ballet, 1997)Romeo and Juliet, Krzysztof Pastor, door het Pools Nationaal BalletCasanova in Warsaw, Krzysztof Pastor, Maksim Woitiul & Vladimir Yaroshenko, Pools Nationaal BalletBolero, Krzysztof Pastor, Yuka Ebihara & Vladimir Yaroshenko, Pools Nationaal BalletThe Tempest, Krzysztof Pastor, door het Pools Nationaal BalletHet Zwanenmeer, Krzysztof Pastor, door het Pools Nationaal Ballet

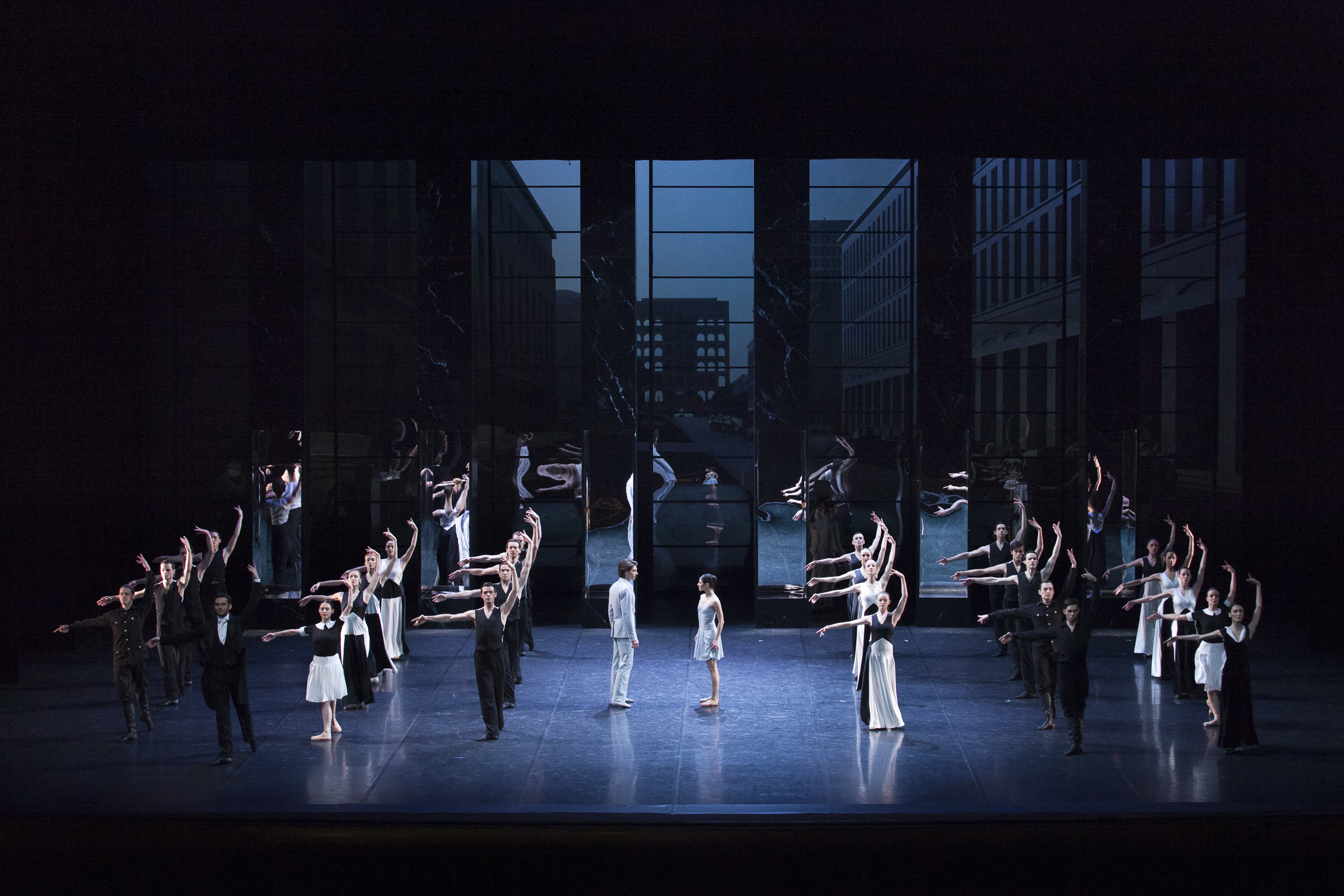
Romeo and Juliet, Krzysztof Pastor, door het Pools Nationaal Ballet

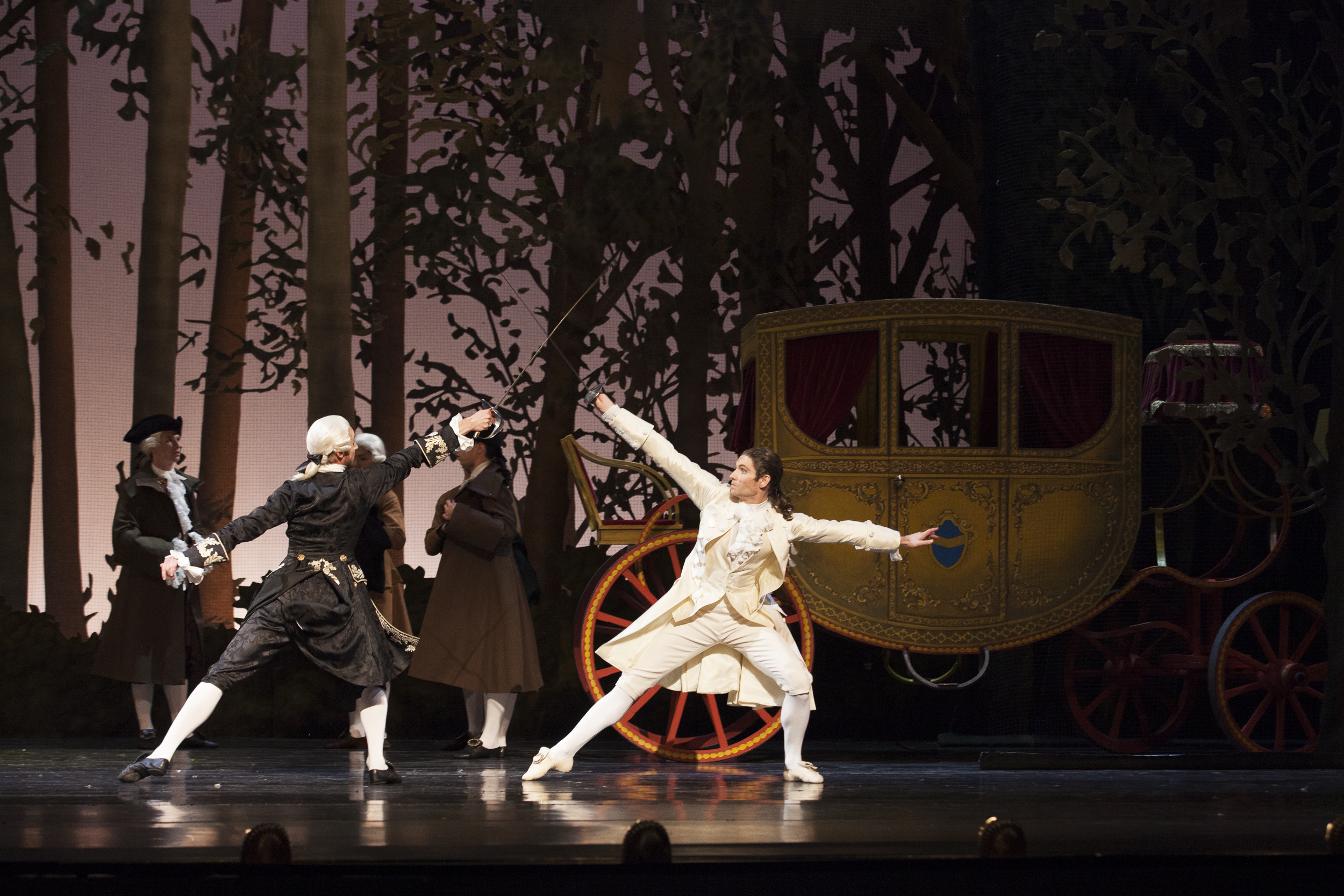
Casanova in Warsaw, Krzysztof Pastor, Maksim Woitiul & Vladimir Yaroshenko, Pools Nationaal Ballet

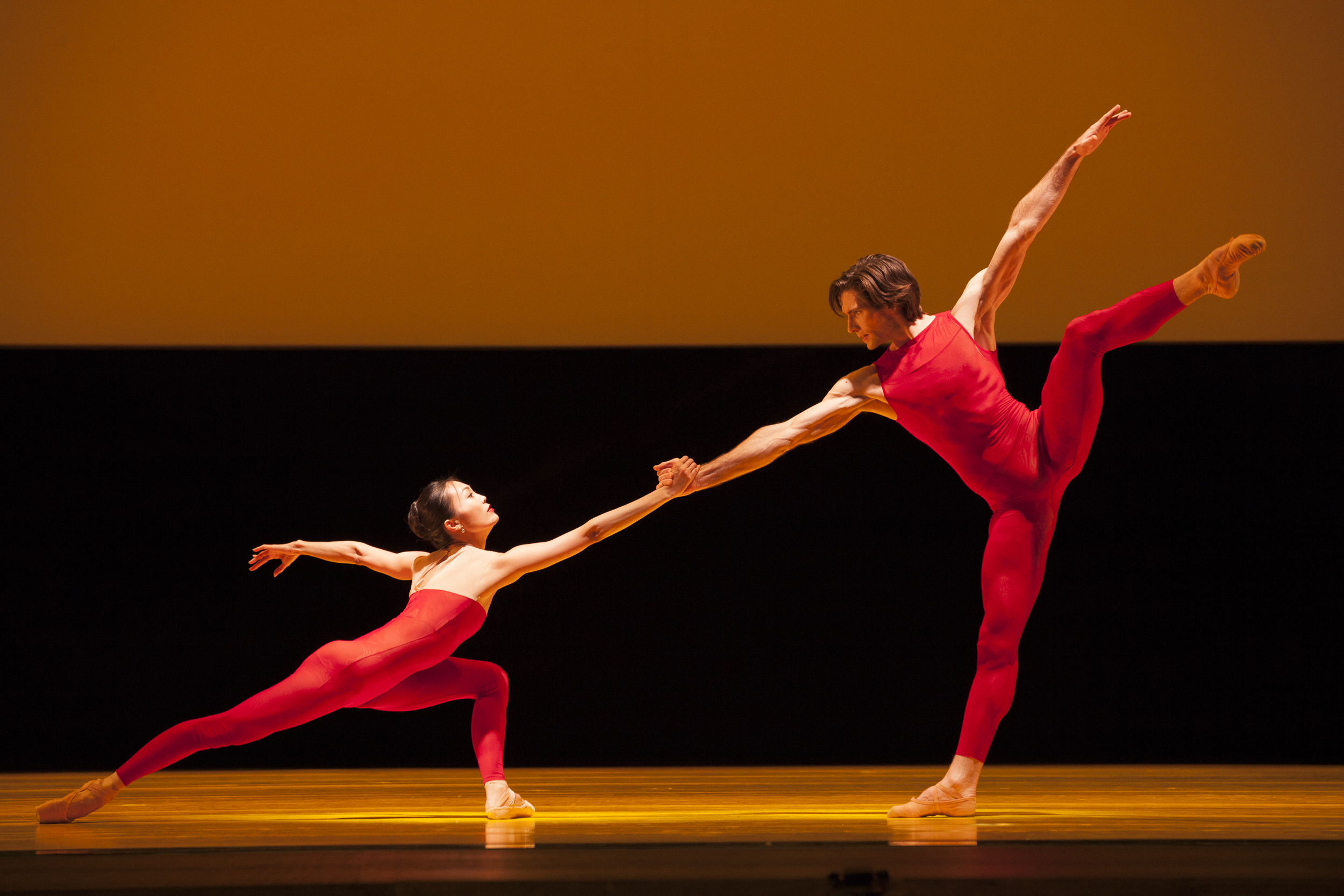
Bolero, Krzysztof Pastor, Yuka Ebihara & Vladimir Yaroshenko, Pools Nationaal Ballet

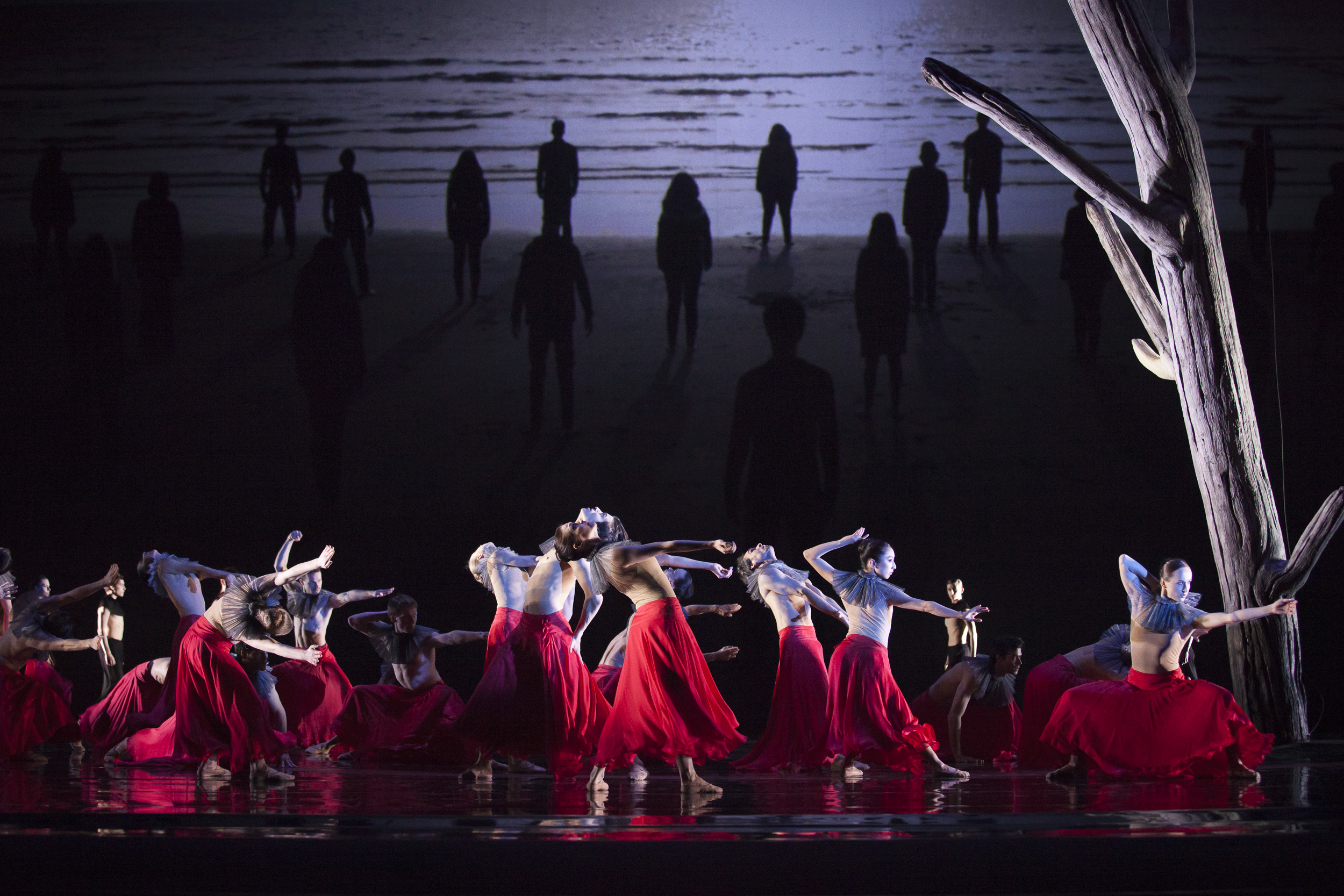
The Tempest, Krzysztof Pastor, door het Pools Nationaal Ballet

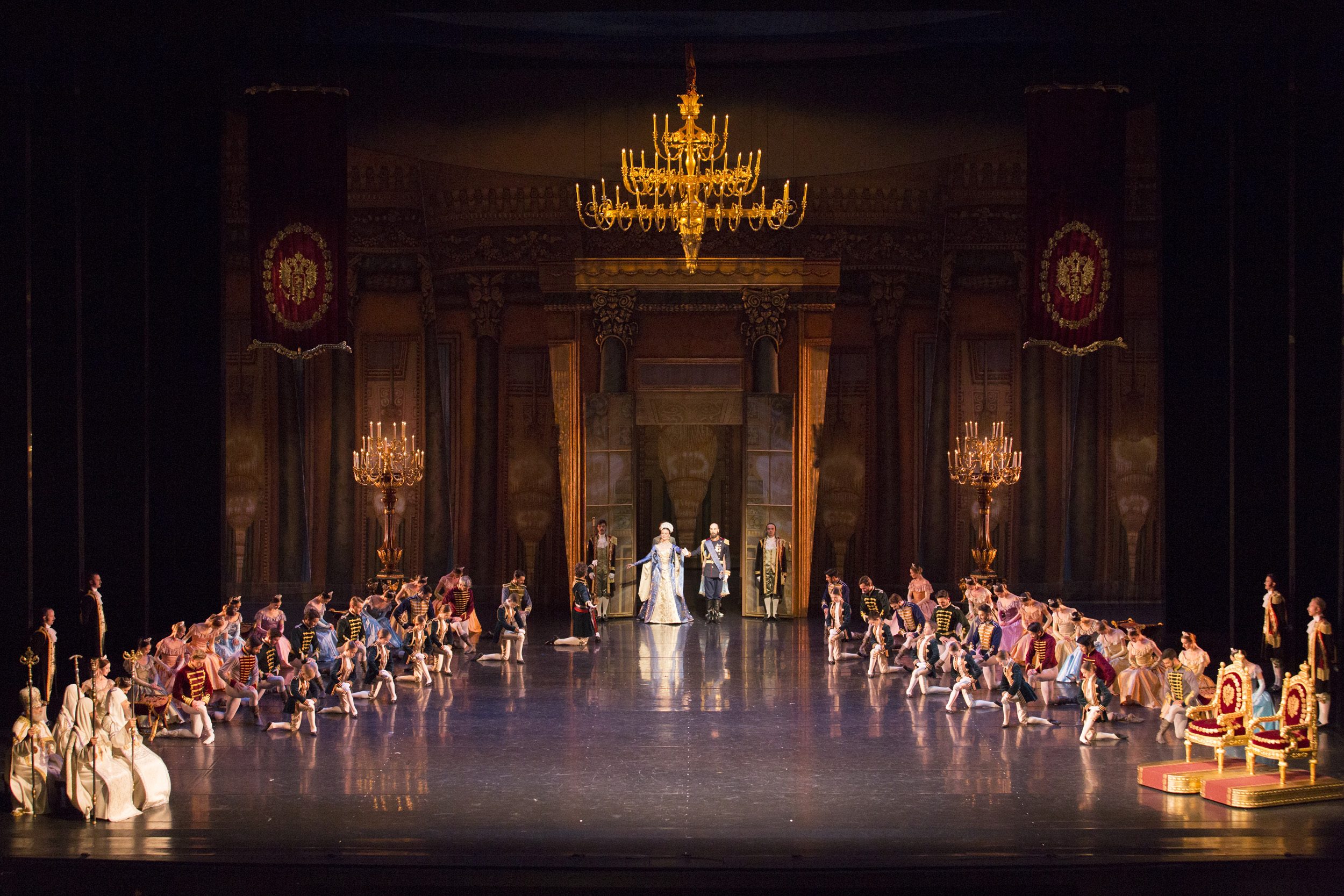
Het Zwanenmeer, Krzysztof Pastor, door het Pools Nationaal Ballet

- 1997: Altri canti d’Amor (Teatro Massimo in Palermo (Italië)
- 1997: Carmen (Litouws Nationaal Ballet, ook uitgevoerd door het Lets Nationaal Ballet, 2001 en de Hungarian Dance Academy, 2002)
- 1998: Passing By (The Washington Ballet)
- 1998: A Midsummer Night's Dream (Litouws Nationaal Ballet)
- 1999: Bitter-Sweet (Het Nationaal Ballet)
- 1999: Sonata by Brahms (The Washington Ballet)
- 1999: Hin- und hergerissen (Semperoper Ballet)
- 2000: Do Not Go Gentle… (Het Nationaal Ballet, ook uitgevoerd door het Pools Nationaal Ballet, 2019)
- 2000: The Silver Vail (Lets Nationaal Ballet)
- 2000: In Light and Shadow (Het Nationaal Ballet, ook uitgevoerd door het Koninklijk Zweeds Ballet, 2003, het Scottish Ballet, 2006, de Staats Opera en Ballet van Ankara (Turkije) 2007, het Hong Kong Ballet, 2010, het Pools Nationaal Ballet, 2010 en het West Australian Ballet, 2020)
- 2001: The Rite of Spring (Lets Nationaal Ballet)
- 2001: Kurt Weill (Het Nationaal Ballet, ook uitgevoerd door het Pools Nationaal Ballet, 2009)
- 2001: Bach Divisions (The Israel Ballet)
- 2002: Tao (Het Nationaal Ballet)
- 2002: Acid City (Litouws Nationaal Ballet)
- 2002: Encounters (Koninklijk Vlaams Ballet)
- 2003: Si después de morir… (Het Nationaal Ballet)
- 2004: Opium (Het Nationaal Ballet)
- 2004: Voice (Het Nationaal Ballet)
- 2005: Don Giovanni (Het Nationaal Ballet)
- 2006: Tristan (Koninklijk Zweeds Ballet, ook uitgevoerd door het Pools Nationaal Ballet, 2009 en het Litouws Nationaal Ballet, 2012)
- 2006: Dangerous Liaisons (Lets Nationaal Ballet, ook uitgevoerd door de balletten van het Poznań Grand Theatre, 2010 en het Nationaal Theater in Brno (Tsjechië), 2011)
- 2006: Crossing Paths (Het Nationaal Ballet)
- 2006: Suite for Two (Het Nationaal Ballet)
- 2007: Visions at Dusk (Het Nationaal Ballet)
- 2007: Symphonie fantastique (The Australian Ballet)
- 2008: Tristan and Isolde - Pas de deux (voor Svetlana Zakharova en Andrei Merkuriev van het Bolsjoj Ballet)
- 2008: Romeo and Juliet (Scottish Ballet, ook uitgevoerd door het Pools Nationaal Ballet, 2014, het Joffrey Ballet (Chicago, VS), 2014 en het Litouws Nationaal Ballet, 2016)
- 2008: Moving Rooms Het Nationaal Ballet, ook uitgevoerd door het Pools Nationaal Ballet, 2012)
- 2009: Chopin Dances (The Israel Ballet)
- 2009: Scheherazade (Het Nationaal Ballet)
- 2009: Dumbarton Dances (Het Nationaal Ballet)
- 2010: Nijinsky – Dancer, Clown, God (Het Nationaal Ballet)
- 2011: And the Rain Will Pass… (Pools Nationaal Ballet)
- 2012: Chapters (Het Nationaal Ballett)
- 2012: Bolero (Het Nationaal Ballet, ook uitgevoerd door het Litouws Nationaal Ballet 2015, het Lets Nationaal Ballet, 2015 en het Pools Nationaal Ballet, 2016)
- 2014: Adagio & Scherzo (Pools Nationaal Ballet, ook uitgevoerd door het ballet van het Theater van Augsburg (Duitsland), 2016)
- 2014: The Tempest (Het Nationaal Ballet, ook uitgevoerd door het Pools Nationaal Ballet, 2016)
- 2014: The Nutcracker (Litouws Nationaal Ballet)
- 2015: Casanova in Warsaw (Pools Nationaal Ballet)
- 2017: Swan Lake - nieuw libretto - (Pools Nationaal Ballet)
- 2018: Dracula (West Australian Ballet)
- 2018: The Miraculous Mandarin (Litouws Nationaal Ballet)
- 2018: Concerto in F minor van Chopin (Pools Nationaal Ballet)
- 2018: Polish Dances - Polonaise & Mazurka (Pools Nationaal Ballet)
- 2019: Toccata by Wojciech Kilar (Pools Nationaal Ballet)
- 2021: Tristan and Isolde - Pas de deux (Teatro alla Scala, Milaan (Italië)
- 2021: Verklärte Nacht van Schönberg (Litouws Nationaal Ballet)

## Prijzen en onderscheidingen
- 1995: Gouden Choreografieprijs, Internationale Balletcompetitie in Helsinki (Finland)
- 2000: Medaille voor "200 Jaar Pools Ballet" van het Pools Ministerie voor Cultuur
- 2000: Choreografieprijs, Stichting Dansersfonds '79 (Nederland)
- 2002: Nominatie voor de internationale Prix Benois de la Danse voor Kurt Weill
- 2010: Terpsychora Prijs van de Poolse bond voor Uitvoerende Artisten (ZASP)
- 2011: Gouden Medaille "Gloria Artis" (Polen)
- 2014: Prijs van het Ministerie voor Cultuur en Erfgoed, Polen
- 2015: Officierskruis in de Orde van Polonia Restituta (Polen)
- 2016: Oeuvreprijs voor choreografie van de Poolse Vereniging voor Auteurs en Componisten (ZAiKS)
- 2016: Ere Gouden Ster van het Ministerie voor Cultuur van de Republiek Litouwen
- 2017: Eretitel "Vooraanstaande Pool” van de Poolse stichting “Teraz Polska”
- 2019: Prijs voor Uitvoerende Kunsten van de Western Australia Dance Award voor Dracula als Beste Nieuwe Werk in 2018
- 2021: Officierskruis in de Orde van Verdiensten van Litouwen

- Gemeinsame Normdatei: 1162867213
- International Standard Name Identifier: 0000 0003 5589 8850
- Library of Congress Control Number: n97854536
- Nationale Bibliotheek van Tsjechië: mzk2011649271
- Nationale Bibliotheek van Israël: 987012502526905171
- Système universitaire de documentation: 245411739
- Virtual International Authority File: 10147965641684080056
- WorldCat: E39PBJtX9xCRPWxRp6jTrdVBfq